# Queens of the Stone Age
Queens of the Stone Age su američki stoner rock sastav (poznati i pod skraćenim nazivom QOTSA). Sastav je osnovao gitarist i pjevač Josh Homme koji je ujedno i jedini stalni član sastava od osnivanja. Često surađuju s raznim drugim glazbenicima.
Queens of the Stone Age poznati su po svom stilu koji karakteriziraju blues, krautrock te elektronička glazba kao i po prepoznatljivu stilu  Josha Hommea.

## Povijest sastava
Izvorno pod nazivom Gamma Ray, Queens of the Stone Age, u početku sastavljeni samo od pjevača i gitarista Josha Hommea i bubnjara Alfreda Hernandeza, pokušavali su se riješiti etikete napušenog rocka koja ih je pratila u bivšem sastavu Kyuss. Razvili su specifičnu vrstu monotono repetitivnog, teškog zvuka koji Homme opisuje kao "robotski rock". Kroz godine, QOTSA su izdali više vrlo hvaljenih albuma, najzapaženiji od njih je Songs for the Deaf iz 2002. godine. I danas su miljenici kritike, smatra ih se najboljim eklektičnim i inovativnim sastavom rock-glazbe. Njihov peti album Era Vulgaris izašao je krajem lipnja 2007. godine.

## Članovi

### Trenutna postava
- Joshua Homme
- Troy Van Leeuwen
- Dean Fertita
- Michael Shuman
- Jon Theodore

QOTSA u ovom sastavu djeluju od 2013. godine.

### Bivši članovi
- Gitaristi:
  - Brendon McNichol (2000. – 2002.)
  - David Catching (1998. – 2000.)
  - Mario Lalli (1999., samo sedamnaest dana)
  - John McBain (1997. – 1998.)

- Basisti:
  - Nick Oliveri (1998. – 2004.)
  - Van "The Kid" Conner (1998.)
  - Mike Johnson (1998.)

- Bubnjari:
  - Dave Grohl
  - Joey Castillo (2002. – 2012.)
  - Gene Trautmann (1999. – 2002.)
  - Alfredo Hernandez (1998. – 1999.)
  - Matt Cameron (1997.)

## Diskografija

### Albumi
- Queens of the Stone Age (1998.)
- R, poznat i kao Rated R (2000.)
- Songs for the Deaf (2002.)
- Lullabies to Paralyze (2005.)
- Era Vulgaris (2007.)
- ...Like Clockwork (2013.)
- Villains (2017.)
- In Times New Roman... (2023.)

### Singlovi
- If Only (1999.)
- The Lost Art of Keeping a Secret (2000.)
- Feel Good Hit of the Summer (2000.)
- No One Knows (2002.)
- Go With the Flow (2003.)
- First It Giveth (2003.)
- Little Sister (2005.)
- In My Head (2005.)
- Burn The Witch (2005.)
- Sick, Sick, Sick (2007.)
- 3's & 7's (2007.)
- I Sat By The Ocean (2013.)
- Smooth Sailing (2014.)
- The Way You Used to Do (2017.)
- The Evil Has Landed (2017.)

### DVD
- Over The Years And Trough The Woods (2005.)

## Vanjske poveznice
- Službene web-stranice sastava QOTSA